# Paulo Vitor Fernandes
Paulo Vitor Fernandes Pereira (ur. 24 czerwca 1999 w Rio de Janeiro) – brazylijski piłkarz występujący na pozycji napastnika w Albacete Balompié.